# 만달라 체제

약 5-15세기 사이 고대 동남아시아 역사에서 유명한 만달라. 북에서 남으로 파간 왕국(Pagan Kingdom), 아유타야 왕국(Ayutthaya Kingdom), 참파(Champa), 크메르 제국(Khmer Empire), 스리비자야(Srivijaya), 마자파힛(Majapahit).

만달라(Maṇḍala)는 산스크리트어(Sanskrit)로 '원'을 뜻한다. 만달라 혹은 만다라는 중세 동남아시아 역사에 있어 므앙(Mueang)이나 케다투안(Kedatuan)과 같은 준독립 도시국가(semi-independent city state)에 분산된 정치 권력의 패턴에 관한 모델이다. 이때 지역 권력(local power)은 중앙 통치력보다 중요하다. 만달라 개념은 통일된 정치 권력, 즉 전근대 이전 거대 왕국의 권력이나 근대 이후 국민국가(nation state)의 권력을 모색하려는 현대적 경향과 균형을 이룬다. 즉 15세기 지도 제작 기술 진보의 우연한 산물인 것이다. 1982년, O.W.월터스(O. W. Wolters)는 개념을 더욱 공고화하였다.
선사 시기 소형 정착지들의 네트워크로부터 발전하여 역사 기록에 등장하게 된 고대 동남아시아의 지도는 중첩되는 만달라의 짜깁기(patchwork)였다.
왕국의 연맹(federation)이나 지배 중심지의 지배 하에 있는 복속 정치체(vassalized polity)와 같이, 동남아시아 전통 정치체 형성을 보이는데 사용된다. 고대 인도 정치 담론을 다루는 20세기 유럽 역사학자들이 기존에 사용하던 'state(국가)'라는 용어를 피하는 차원에서 만달라라는 용어를 고안하였다. 베트남을 제외한 동남아시아 정치체들은 고정된 국경과 관료 기구가 있는 영역 국가라는 중국과 유럽의 관점에 맞지 않을 뿐더러, 오히려 그 반대로 중심에서 멀어졌다. 즉 정치체는 중심 경계(boundary)보다는 중심(center)에 의해 결정되었고, 행정적 통합 없이 다른 수 많은 복속 정치체(tributary polity)로 구성될 수 있었다.
유럽의 봉건제(feudal system)와 유사하여, 국가 간에는 종주국-종속국 관계로 이어졌다.

## 용어
힌두교와 불교의 세계관에 등장하는 만달라(mandala) 혹은 만다라(曼茶羅, 曼陀羅)와 비교된다. 이러한 비교 작업에서는 각 힘의 중심(power center)로부터 힘(power)이 방사형으로 뻗어 나가는 것, 그리고 체제의 비물질성을 강조한다.
또다른 비유로는 S. J. 탐비아(S. J. Tambiah)의 '은하 정치 구조(galactic polity)'가 있다. 이는 만달라 체제와 유사한 정치적 패턴이다. 역사학자 빅터 리버만(Victor Lieberman)은 태양이 행성들에 가하는 인력을 인용하여 '태양계 정치 구조(solar polity)'라는 비유를 선호한다.

## 역사

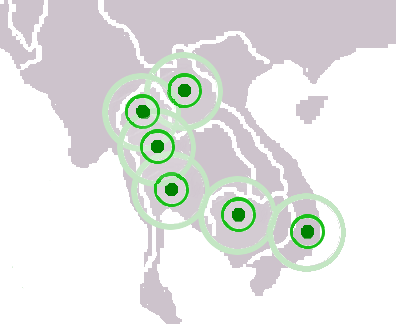
1360년경 교차 만달라, 북에서 남으로 란상 왕국(Lan Xang), 란나(Lanna), 수코타이(Sukhothai), 아유타야(Ayutthaya), 크메르(Khmer), 참파(Champa).

역사적으로 주요 종주국(suzerain)이나 지배국(overlord state)은 다음과 같다.
1. 캄보디아의 크메르 제국(Khmer Empire)
2. 남수마트라(South Sumatra)의 스리비자야(Srivijaya)
3. 스리비자야의 후계 왕국인 마타람 왕국(Mataram Kingdom), 케디리 왕국(Kediri Kingdom), 싱하사리 왕국(Singhasari Kingdom), 자바의 마자파힛 왕국(Majapahit Kingdom)
4. 태국의 아유타야 왕국(Ayutthaya Kingdom)
5. 참파(Champa)
6. 초기 다이비엣(Đại Việt)[8]

대가로 다른 국가들이 중국에 조공을 바쳤다는 점에서 중국은 특별한 지위를 점하지만, 실제로 소국들에게 부과된 의무는 최소였다. 가장 유명한 조공국은  후기 앙코르 캄보디아(post-Angkor Cambodia), 란상 왕국(Lan Xang)(비엔티엔 왕국(Kingdom of Vientiane)과 루앙프라방(Luang Prabang)이 뒤를 이음), 란나(Lanna)였다. 18세기 캄보디아는 베트남 황제 가륭제(Gia Long)이 '두 개의 독립국의 노예인 하나의 독립국(an independent country that is slave of two)'이라는 것으로 표현하였다(Chandler p. 119). 19세기 중엽 유럽인의 도래로 체제는 종말을 고하였다. 문화적으로 유럽인들은 모든 영역이 하나의 군주에 예속되는 서구 지리적 관습을 도입하였다. 실제로는 프랑스령 인도차이나(French Indochina), 네덜란드령 동인도(Dutch East Indies), 영국령 말라야(British Malaya) 및 버마(Burma)의 식민화로 인해, 자신의 소유에 대한 고정된 경계가 있어야 한다고 식민자들이 압박하였다. 종속국은 식민지와 시암으로 나뉘었다. 시암은 중앙 집권화되었지만 그 권력을 발휘할 수 있는 영역은 이전보다 줄어들었다.
이슬람인들이 동남아시아 도서에 출현함으로써, 당시에도 여전히 정부 형성에 적용된 만달라 체제를 알았다. 예를 들어, 네 개의 내부 루악 세람비(luak serambi)와 네 개의 외부 구역이 둘러싼 중심인 세리 메난티(Seri Menanti)로 집중되는 18세기 네게리 셈빌란(Negeri Sembilan) 연합체의 형성이 그것이다. 다른 예시는 자바의 후기 마자파힛 이슬람 왕국이다.
역사학자 마틴 스튜어트 폭스(Martin Stuart-Fox)는 '만달라'라는 용어를 사용, 18세기에 시작되는 태국의 란상 정복 이후에 해체되어 느슨히 연결된 므앙(mueang)의 구조로 라오(Lao)의 란상 왕국 역사를 설명하였다.
태국 역사 수나이트 추틴타라논드(Sunait Chutintaranond)는 동남아시아 역사에서 만달라 연구에 중요한 공헌을 하였다. 그는 '아유디야(Ayudhya)는 강력한 중앙 집권 국가였다는 관점을 제시하는 세 가지 가설'은 타당하지 않으며, '아유디야에서 주(州) 행정관(provincial governor)의 헤게모니가 성공적으로 제거된 적은 없었다'는 것을 보였다.

## 의무

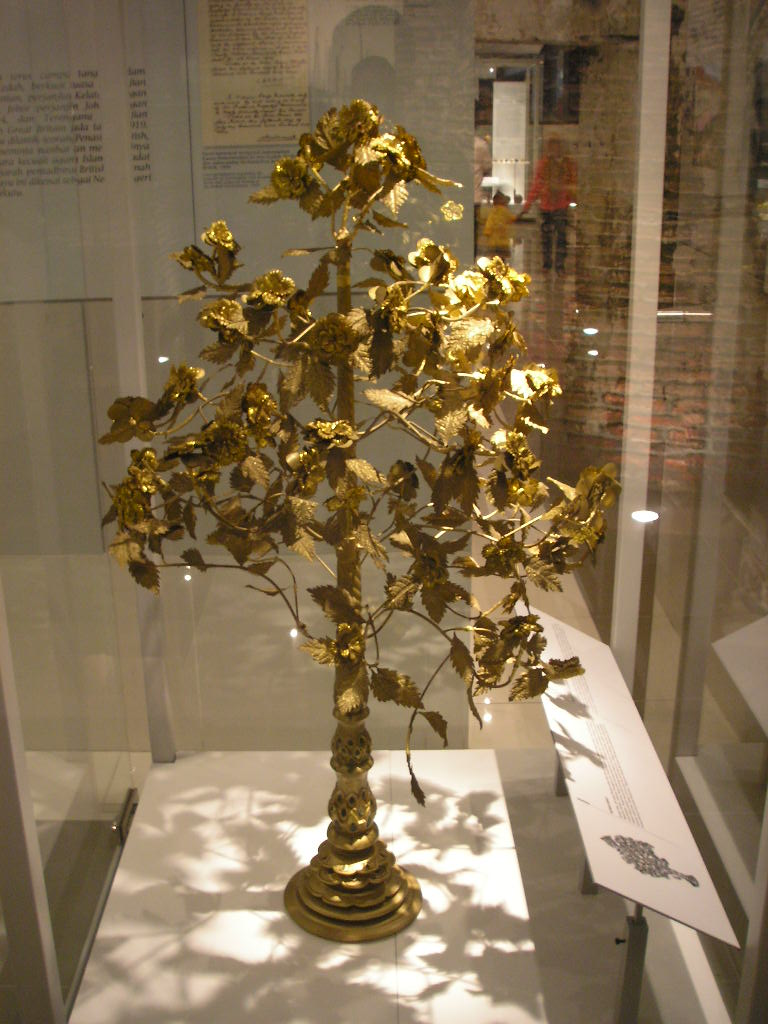
'금꽃'을 뜻하는 붕가 마스(Bunga mas)는 말레이반도 북부 말레이 국가(Malay states)가 시암(Siam)에 보낸 조공품이었다. 쿠알라 룸푸르(Kuala Lumpur) 국립박물관(National Museum)

관계의 강도와 주변 환경에 따라, 만달라 관계에 있는 종주국과 종속국 각자의 의무 사항이 다양하였다. 보통 종속국은 고가품과 노예 등의 정기 조공품을 뜻하는 붕가 마스(bunga mas)와 금은으로 된 미니어처 나무인 붕가 마스 단 페락(bunga mas dan perak)을 바치는 의무가 있었다. 종주국 군주는 종속국이 제공한 물품보다 더 큰 가치의 물품을 제공하는 것으로 보답했다. 그러나 종속국 역시 종주국의 요청이 있을 때, 특히 전쟁이 발생했을 때에는 인력과 군량 물자를 제공해야 했다. 종속국이 받는 주요 혜택은 타국의 침공으로부터 보호받는다는 것이지만, 동남아시아 역사가 통차이 위니차쿨(Thongchai Winichakul)은 종주국 군주 자체가 가하는 위협으로부터의 '마피아 같은 보호(mafia-like protection)'였다고 주장한다. 일부 경우, 종주국 군주 역시 종속국의 후계 문제를 통제하기도 하지만 보통은 종속국 국내 문제에 대한 개입은 최소화했다. 종속국 군주는 자신의 군대와 징세 권한을 유지하였다.  관계가 미약할 수록 '종주국'은 조공품 중 하나로 보지만, '종속국'은 선물의 교환을 순수한 교역 행위 혹은 선의의 표현으로 생각한다는 것이다(Thongchai p. 87).

## 사적 관계
만달라 체제의 정의적 특성 중 하나는 사적 관계(personal relationship)이다. 종속국 군주(tributary ruler)는 추상적으로 종주국(overlord state)에 종속하는 것이 아니라 종주국 군주(overlord ruler)에 복속하는 것이다. 이는 중요한 함의를 갖는다. 강력한 군주는 새로운 종속국을 끌어들일 수 있고 기존의 종속국보다 강한 관계를 가질 수 있다. 약소한 군주는 이러한 관계를 만들고 유지하는 것이 어렵다. 예를 들어 람캄행(Ramkhamhaeng) 통치기의 수코타이 왕국(Sukhothai kingdom)이 급부상하였다가 람캄행 사후 다시 급격히 쇠퇴한 원인으로 이러한 사적 관계에 근거한 만달라 체제의 특성이 지목되었다(Wyatt, 45 and 48). 종속국 군주는 관계를 거부하고 다른 종주국을 찾거나 완전히 독립할 수 있다. 때문에 만달라 체제는 영토 관련 문제가 수반되지 않는다. 종속국 혹은 종속국의 주요 도시는 종주국에 충성을 바쳐야 했지만, 한 특정 지역의 주민 전체가 충성을 보인 것은 아니었다. 그 반대 급부로, 종속국 군주는 종속국가나 '자신의' 인민들에 대한 통치 권력을 축소해야 했다. 사람이 거주하지 않는 곳에 대하여 군주는 권한이 없었다.
종속국과 복속국 군주 간의 사적 관계는 만달라 체제 내에서의 관계 역학을 정의하기도 한다. 예를 들어, 스리비자야(Srivijaya)의 다르마세투(Dharmasetu, ?~?)와 사일렌드라(Sailendra)의 사마라퉁가(Samaratungga, ?~?) 간의 관계가 이들 왕조의 후계를 결정한다. 다르마세투는 스리비자야 마하라자(Maharaja)의 종주국이었고, 자바(Java)의 사일렌드라 가문은 스리비자야 만달라 체제 지배에 친척 관계를 맺고 가입해야 했다. 사마라퉁가가 다르마세투의 딸 타라 공주(Princess Tara)와 결혼한 이후, 사마라퉁가는 다르마세투의 후계자가 되었고, 사일렌드라 가문은 이후의 스리비자야 국왕을 배출하는 왕가로 승격되었으며, 한 세기 동안 스리비자야 중심은 수마트라(Sumatra)에서 자바(Java)로 옮겨졌다.

## 비독점성
종주국-종속국 관계는 반드시 배타적인 것은 아니었다. 국경 지대 한 국가는 2~3개의 강대국에 조공을 바치기도 했다. 종속국 군주는 서로에 대한 더 강한 권력을 발휘하여 어느 쪽이든 종속국의 방해를 최소화하고자 하였다. 반면 강대국(major power)은 종속국이 완충지대(buffer zone)으로 작용하여 강대국 간의 직접적인 충돌을 막았다. 예를 들어, 고대 말레이 반도의 왕국 랑카수카(Langkasuka)와 탐브라링가(Tambralinga)는 처음엔 스리비자야 만달라에 예속되었고, 이후에는 북쪽의 아유타야 만달라와 남쪽의 마자파힛 만달라와 경합하였으나, 후에는 말라카 술탄국(Malacca Sultanate)이 지배하는 동안 자신만의 힘을 획득할 수 있었다.

## 같이 보기
- 동남아시아의 인도화
- 군장국가
- 헤게모니
- 토사

## 참고문헌
- Chandler, David.  A History of Cambodia.   Westview Press, 1983. ISBN 0-8133-3511-6
- Chutintaranond, Sunait (1990). “Mandala, Segmentary State and Politics of Centralization in Medieval Ayudhya” (free). 《Journal of the Siam Society》 (Siam Heritage Trust). JSS Vol. 78.1 (digital). 2013년 3월 17일에 확인함. ... I am interested in the ways in which Kautilya's theory of mandala has been interpreted by historians for the purpose of studying ancient states in South and Southeast Asia.
- Lieberman, Victor, Strange Parallels: Southeast Asia in Global Context, c. 800-1830, Volume 1: Integration on the Mainland, Cambridge University Press, 2003.
- Stuart-Fox, Martin, The Lao Kingdom of Lan Xang: Rise and Decline, White Lotus, 1998.
- Tambiah, S. J., World Conqueror and World Renouncer, Cambridge, 1976.
- Thongchai Winichakul.  Siam Mapped.   University of Hawaii Press, 1994. ISBN 0-8248-1974-8
- Wolters, O.W. History, Culture and Region in Southeast Asian Perspectives. Institute of Southeast Asian Studies, 1982. ISBN 0-87727-725-7
- Wolters, O.W. History, Culture and Region in Southeast Asian Perspectives. Institute of Southeast Asian Studies, Revised Edition, 1999.
- Wyatt, David.  Thailand: A Short History (2nd edition).  Yale University Press, 2003. ISBN 0-300-08475-7

## 추가 읽기
- 시암(Siam)에서의 지도 조사 및 제작에 관한 정치적 동기에 대해서는 Giblin, R.W. (2008) [1908]. 〈Royal Survey Work.〉 (65.3 MB).   Wright, Arnold; Breakspear, Oliver T. 《Twentieth century impressions of Siam》. London&c: Lloyds Greater Britain Publishing Company. 121–127쪽. 2011년 10월 7일에 확인함.
- Renée Hagesteijn (1989), 《Circles of Kings: Political Dynamics in Early Continental Southeast Asia》, Verhandelingen van het Koninklijk Instituut voor Taal-, Land- en Volkenkunde (138), Dordrecht and Providence, RI: Foris Publications
- Hermann Kulke (1993), 《Kings and Cults. State Formation and Legitimation in India and Southeast Asia》
- Stanley J. Tambiah (1977), “The Galactic Polity. The Structure of Traditional Kingdoms in Southeast Asia”, 《Anthropology and the Climate of Opinion》, Annals of the New York Academy of Sciences (New York) 293 (1), 69–97쪽, Bibcode:1977NYASA.293...69T, doi:10.1111/j.1749-6632.1977.tb41806.x, S2CID 84461786